# 5W + H
5W+H – angielskojęzyczny akronim oznaczający najważniejsze pytania: co, kto, kiedy, gdzie, dlaczego, jak (ang. what?, who?, when?, where?, why?, how?). Udzielenie odpowiedzi na te pytania uważa się za kluczowe dla zbierania informacji i rozwiązywania problemów w wielu dziedzinach, m.in. w dziennikarstwie, badaniach naukowych i śledztwach policyjnych. Zgodnie z zasadą pięciu W uzyskanie odpowiedzi na te podstawowe pytania jest niezbędne dla pełnego opisania danego tematu. Opis taki powinien zawierać odpowiedź na następujące pytania:
- Kto to zrobił?
- Co się wydarzyło?
- Kiedy to się stało?
- Gdzie wydarzenie miało miejsce?
- Dlaczego to się stało?

Niektórzy autorzy dodają szóste pytanie, jak (w jaki sposób to się wydarzyło), choć odpowiedź na to pytanie mogą zawierać również co, kiedy lub gdzie.
By opis został uznany za kompletny, na każde z pytań musi paść konkretna, rzeczywista, oparta na faktach odpowiedź. Co ważne, na żadne z nich odpowiedź nie może brzmieć tak lub nie. 

## Historia

### Retoryka
Zestaw standardowych pytań był używany jako sposób na formułowanie lub analizowanie pytań retorycznych przynajmniej od czasów antyku.
Jak podaje pseudo-Augustyn w dziele De Rhetorica, retor Hermagoras z Temnos określił siedem okoliczności (μόρια περιστάσεως; dosł. elementów okoliczności), które traktował jako loci, czy też topoi niezbędne dla analizy danej kwestii. Były to pytania: kto, co, kiedy, gdzie, dlaczego, w jaki sposób, jakimi środkami (po łacinie odpowiednio: quis, quid, quando, ubi, cur, quem ad modum, quibus adminiculis).
Podobną metodę analityczną stosował Cyceron, jednak same pytania nie pojawiają się w jego pismach, choć ich wynalezienie przypisywał mu Tomasz Akwinata. Podobnie, Кwintylian omawia w swoich dziełach stosowanie loci argumentorum, jednak nie formułuje ich w postaci pytań.
Gajusz Mariusz Wiktoryn zestawił stosowany przez Cycerona zestaw najważniejszych okoliczności z pytaniami o nie, stosowanymi przez Hermagorasa:
Juliusz Wiktoryn także dokonał podobnego zestawienia.
Z kolei Boecjusz uznał siedem okoliczności za kluczowe dla skutecznego prowadzenia obrony i oskarżenia przed sądem. Były to pytania: kto, co, dlaczego, w jaki sposób, gdzie, kiedy, jakie (po łacinie odpowiednio quis, quid, cur, quomodo, ubi, quando, quibus auxiliis). Zestaw pytań jako narzędzie naukowe powrócił w XII wieku wraz z pismami Teodoryka z Chartres i Jana z Salisbury. W XIII wieku sobór laterański IV (1215) zalecał spowiednikom, by przy zadawaniu grzesznikom pokuty rozważali zarówno sam grzech, jak i jego okoliczności. Jako wskazówkę używano kilku zbliżonych zestawów pytań:
Quis, quid, ubi, per quos, quoties, cur, quomodo, quando.
Quis, quid, ubi, quibus auxiliis, cur, quomodo, quando.
Quis, quid, ubi, cum quo, quotiens, cur, quomodo, quando.
Quid, quis, ubi, quibus auxiliis, cur, quomodo, quando.
Quid, ubi, quare, quantum, conditio, quomodo, quando: adiuncto quoties.
Metoda pytań była również wykorzystywana do egzegezy i interpretacji tekstu świętych pism.

Podobną metodę pytań proponował również XVI-wieczny angielski teoretyk retoryki i logik Thomas Wilson, którego rymowany wiersz zapewniał, że:
Who, what, and where, by what helpe, and by whose:
Why, how, and when, doe many things disclose.
Po 1880 roku amerykański teolog William Cleaver Wilkinson spopularyzował stosowanie „trzech W” (What? Why? What of it?, czyli odpowiednio: Co? Dlaczego? Co z tego?) jako metodę studiowania Biblii. Choć prawdopodobnie to on ukuł termin „trzy W”, który z czasem rozszerzono do „pięciu W”, on sam nie rościł sobie praw do autorstwa samej metody:

„Co? Dlaczego? I co z tego?” – to (...) w istocie „metoda analizy stosowana przez mówców od niepamiętnych czasów. Najpierw fakty, potem
dowody faktów, wreszcie ich konsekwencje. Tę metodę analizy często rozbudowuje się do tzw. Pięciu W: kiedy? gdzie? kto? co? dlaczego? W ten sposób zwraca się uwagę pobierającego nauki na: datę wydarzeń, miejsce ich zajścia, wypowiadające się lub uczestniczące w opowieści osoby, na wydarzenia lub stwierdzenia pojawiające się w samym tekście, wreszcie na zastosowanie i wykorzystanie nauki płynącej z danej lekcji.

Metodę „pięciu W i jednego H” rozpropagował Rudyard Kipling, który w tomie Takie sobie bajeczki (1902), w opowieści pt. Słoniątko, zamieścił następujący czterowiersz:
I keep six honest serving-men
(They taught me all I knew);
Their names are What and Why and When
And How and Where and Who.

Do 1917 roku „pięć W” trafiło w Stanach Zjednoczonych do programów nauczania na zajęciach z dziennikarstwa w tamtejszych liceach. Już w latach 40. XX wieku w krajach anglosaskich tendencję do odpowiedzi na pięć bądź sześć kardynalnych pytań już w pierwszych akapitach tekstu uznawano jednak za staromodną i błędną:

Staromodny lead zawierający pięć W i jedno H, rozpropagowany w dużej mierze przez pulitzerowskie „nowe dziennikarstwo” i uświęcony przez szkoły, ustępuje obecnie miejsca o wiele elastyczniejszemu i interesującemu wprowadzeniu w typie feature lead, nawet w przypadku prostych tekstów informacyjnych.

Wszyscy znacie, i, mam nadzieję, wszyscy uznajecie za błąd doktrynę pięciu W stosowaną w pierwszym zdaniu tekstu prasowego.

W ostatnich kilku dekadach metodę pięciu W czasem błędnie przypisuje się Kiplingowi, szczególnie w dziełach na temat teorii zarządzania, gdzie często zestawiana jest z metodą pięciu why.